# تیپاسا
تیپاسا (به عربی: تیبازة الموریتانیة) یک منطقهٔ مسکونی در الجزایر است که در استان تیپازه واقع شده‌است.